# Bi lắc
Bi lắc (tiếng Anh: foosball), còn được gọi là banh bàn, bóng đá trên bàn (tiếng Anh: table football, table soccer) là một trò chơi trên bàn dựa trên bóng đá. Mục đích của trò chơi là di chuyển bóng vào khung thành đối phương bằng cách điều khiển các thanh có gắn hình người. Mặc dù các quy tắc thường thay đổi theo quốc gia và khu vực khi trò chơi được chơi ngẫu nhiên, nhưng ở cấp độ thi đấu, loại bóng đá trên bàn được chơi theo một quy tắc thống nhất.

## Lịch sử
Bằng sáng chế cho các trò chơi trên bàn tương tự có từ những năm 1890 ở Tây Âu. Tuy nhiên, nguồn gốc của foosball bắt nguồn từ năm 1921, khi ông Harold Searles Thornton được cấp bằng sáng chế cho trò chơi này (đơn đăng ký bằng sáng chế số 205.991 của Vương quốc Anh ngày 14 tháng 10 năm 1921 và được chấp nhận ngày 1 tháng 11 năm 1923).
Ông đã phát minh ra trò chơi này do sự phổ biến của bóng đá ở châu Âu ở Tây Ban Nha, nó đang lan truyền rất nhanh. Harold quyết định làm một trò chơi mà mọi người có thể chơi tại nhà của họ. Vì hầu hết các ngôn ngữ trên thế giới đều gọi môn thể thao thực sự giống như từ bóng đá, Harold quyết định gọi tác phẩm mới của mình là "Foosball" (so sánh với Fußball trong tiếng Đức là "bóng đá"). Cảm hứng thiết kế của trò chơi đến từ một hộp diêm.
Tạp chí Le Soir Illustre của Bỉ đã tuyên bố trong số tháng 11 năm 1979 của họ (số 2471 trên trang 26) rằng nhà phát minh người Pháp Lucien Rosengart (1881–1976) đã nghĩ ra trò chơi bóng bàn vào những năm 1930 khi ông đang tìm kiếm những thứ để lưu giữ. bà cháu vui đùa trong những tháng mùa đông lạnh giá. Ông gọi trò chơi này là "babyfoot" thay vì foosball. Được làm việc tại nhà máy ô tô Citroen, Rosengart được cho là đã phát minh ra xe minicar, hệ dẫn động cầu trước và dây đai an toàn, cùng nhiều thứ khác.
Alejandro Finisterre được cấp bằng sáng chế cho phát minh bóng đá trên bàn, futbolín, ở Madrid trong Nội chiến Tây Ban Nha năm 1937. Phiên bản trò chơi của ông là phiên bản được sử dụng trong bóng đá trên bàn hiện đại.
Trò chơi cuối cùng đã được Lawrence Patterson đưa đến Hoa Kỳ vào những năm 1950, đạt đến đỉnh cao phổ biến ở quốc gia này vào những năm 1970, khi nó có thể được tìm thấy trong các quán bar và sảnh hồ bơi ở khắp mọi nơi trên toàn quốc.
Năm 2002, Liên đoàn Bóng đá trên bàn Quốc tế (ITSF) được thành lập tại Pháp với sứ mệnh quảng bá trò chơi. ITSF hoạt động như một cơ quan tổ chức thể thao, điều chỉnh các cuộc thi đấu quốc tế và thiết lập trò chơi với Ủy ban Olympic Quốc tế (IOC) và Tổng Hiệp hội Liên đoàn Thể thao Quốc tế (GAISF).